# Centre culturel de Belém
Pour les articles homonymes, voir CCB.
Le Centre culturel de Belém (en portugais : Centro Cultural de Belém), ou CCB, est le plus grand complexe culturel et artistique du quartier de Santa Maria de Belém à Lisbonne, au Portugal.
Il regroupe des salles destinées à des représentations de tous les arts de la scène (théâtre, danse, musique) ainsi qu'un ensemble de type « palais des congrès » pouvant accueillir sur 7 000 m2 différents types de manifestations et congrès. Le CCB héberge également le « Centre d'information européen Jacques Delors ».

## Historique
Le projet du Centre culturel de Belém commence en 1988. Il fut construit entre 1989 et 1992 sur 140 000 m2 par les architectes Vittorio Gregotti et Manuel Salgado (aménagement intérieur de Daciano Costa) sur commande de l'État pour la présidence tournante portugaise de l'Union européenne en 1992 et, à long terme, pour devenir un outil architectural pouvant accueillir différents types de manifestations culturelles.

Le centre a reçu en 1993 le prix international des constructions en pierres.

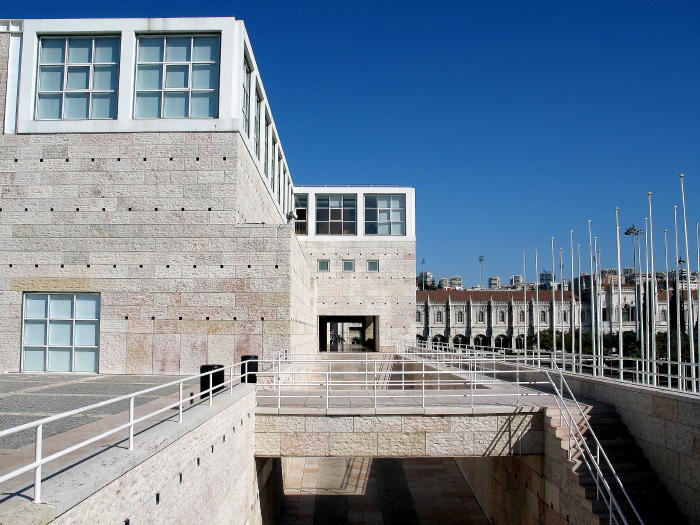
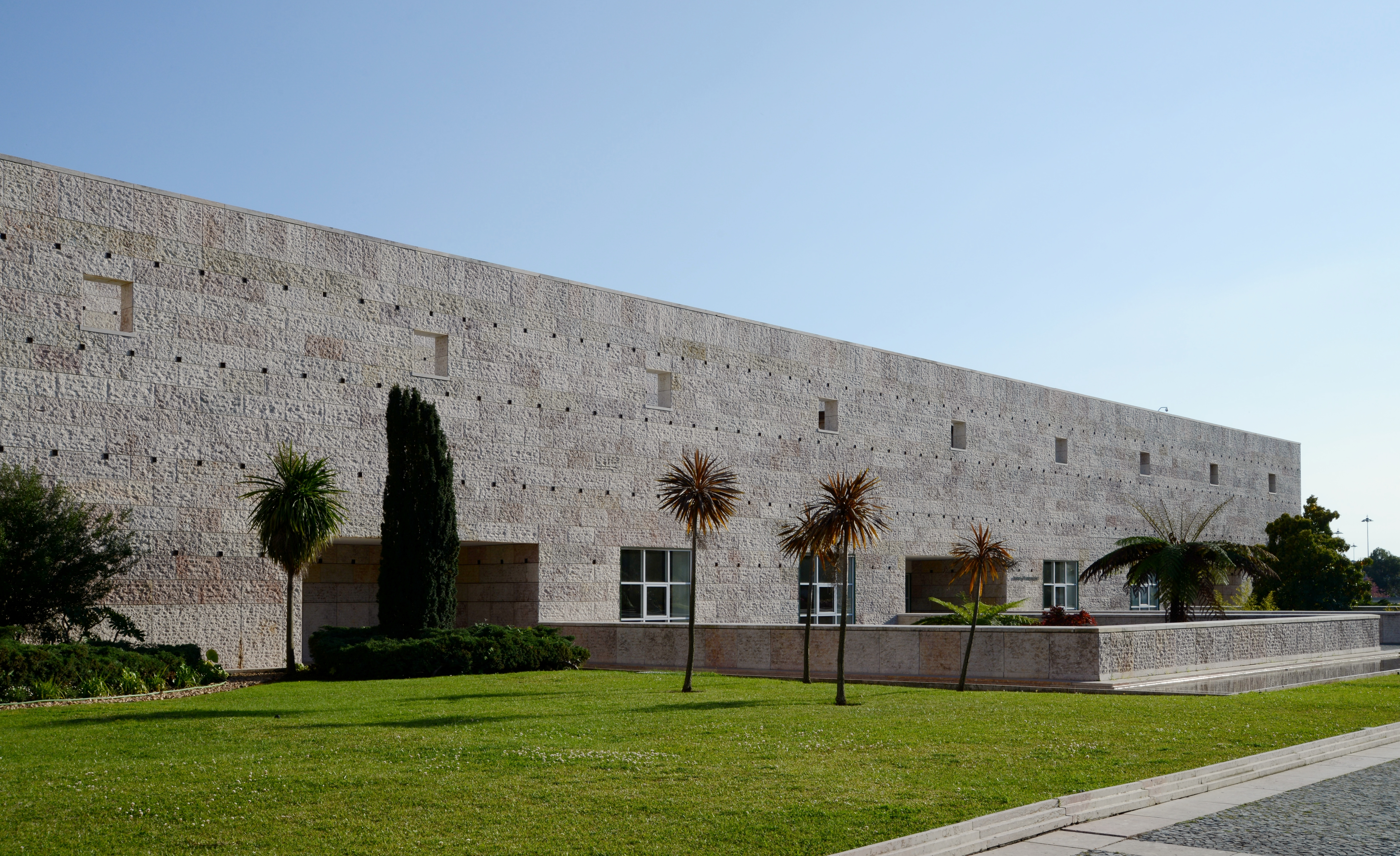
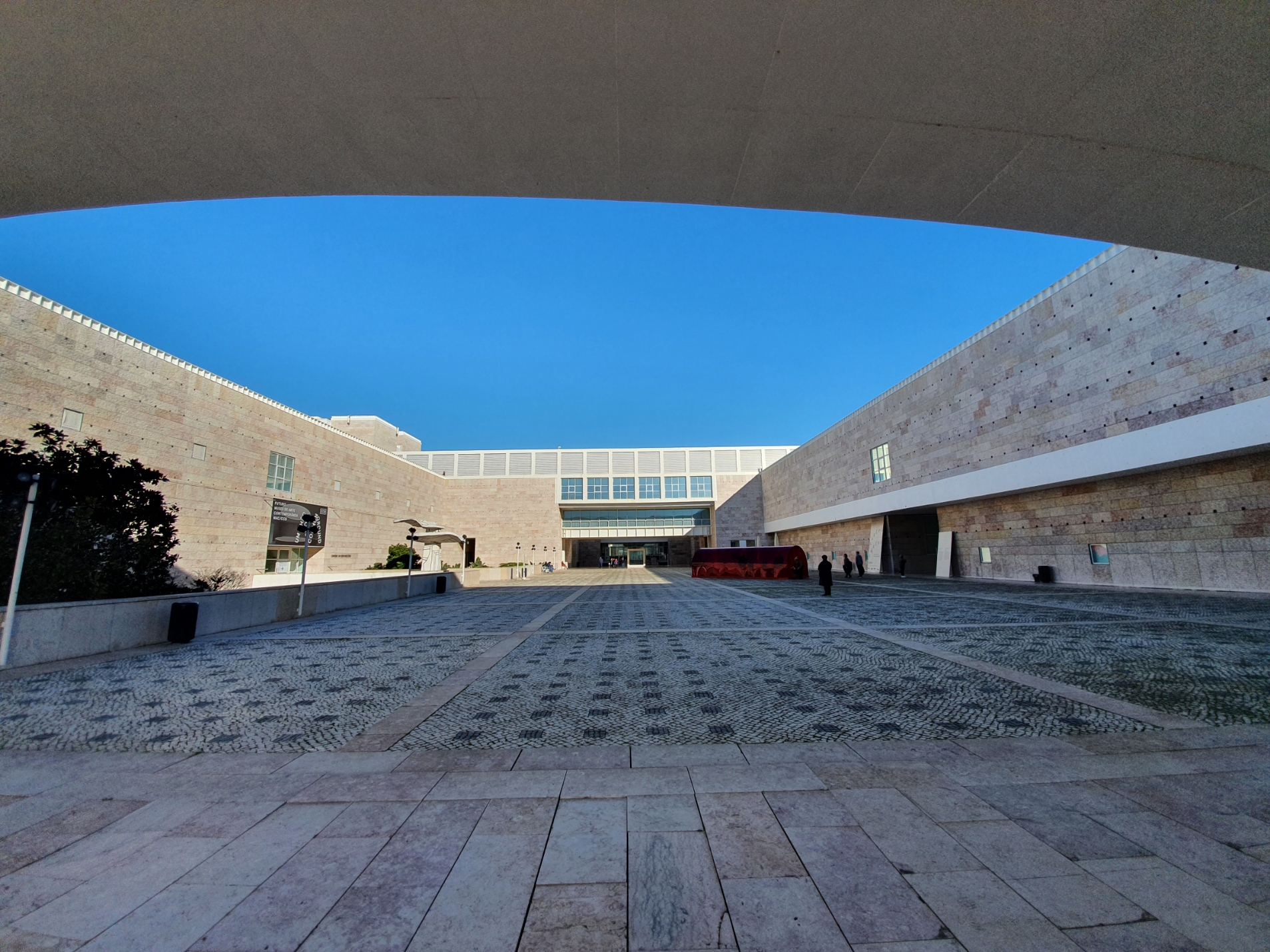
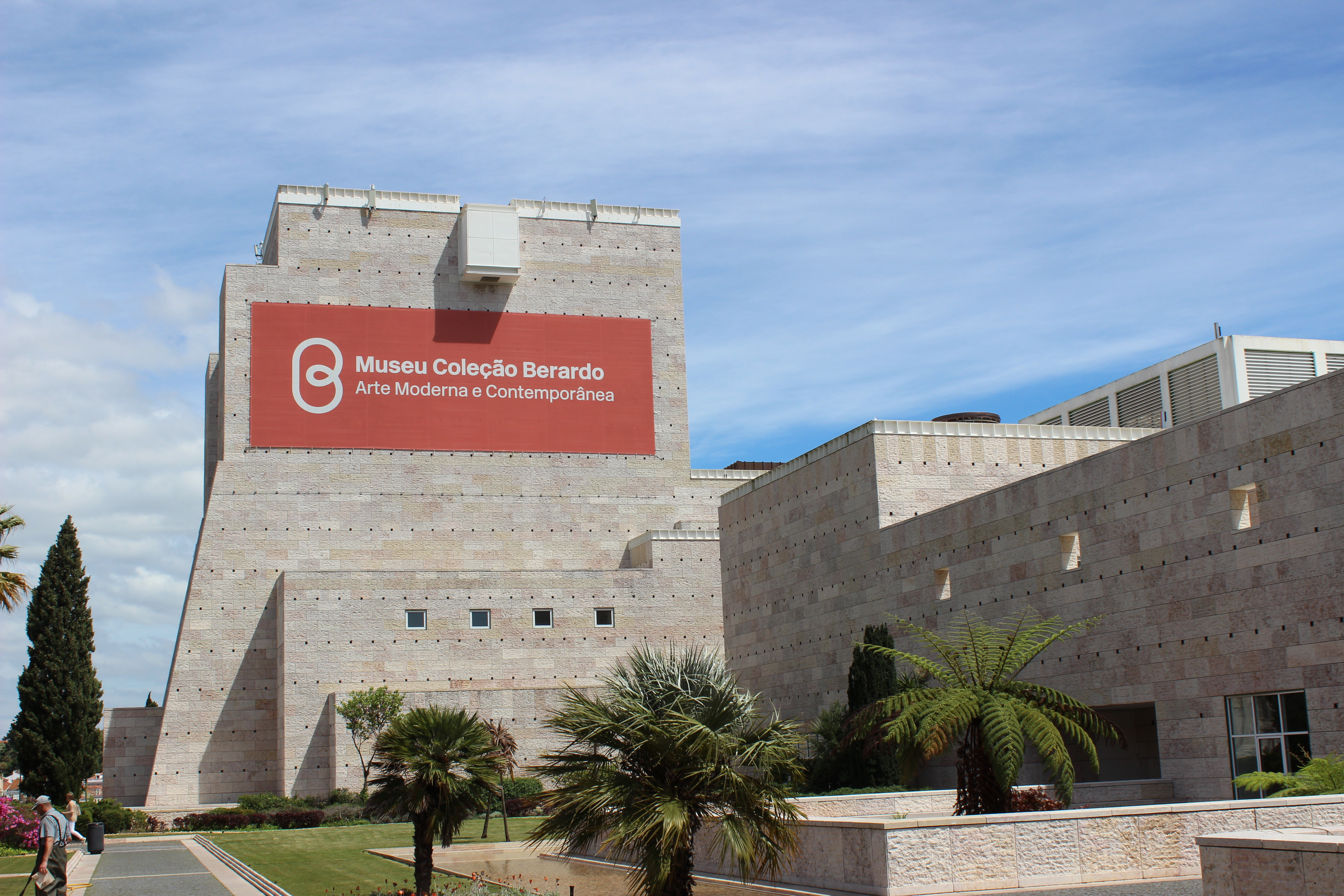